# St. Vedastus (Ypern)

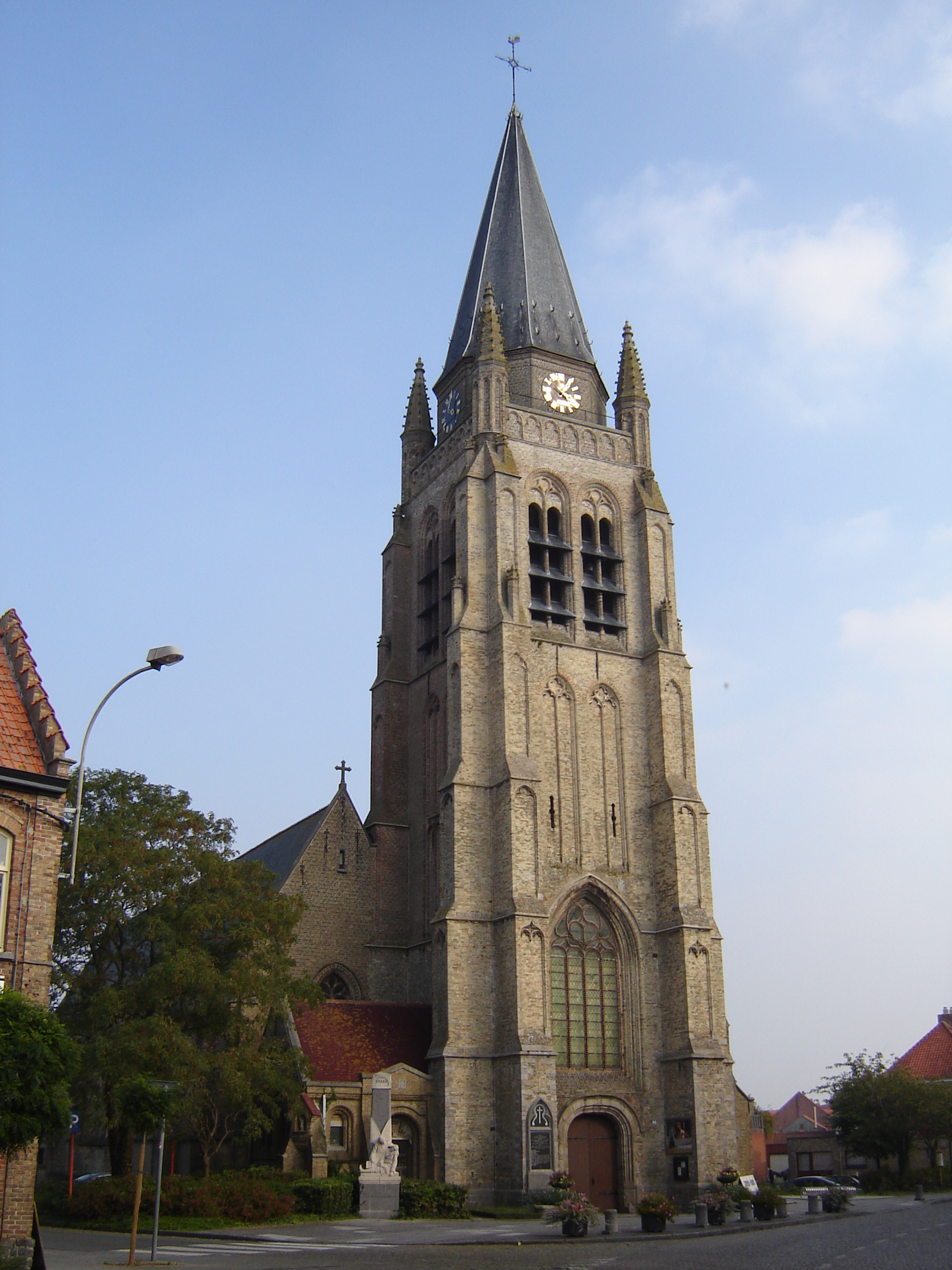
St.-Vedastus-Kirche (2008)

Die St.-Vedastus-Kirche ist eine Kirche in Vlamertinge, einem Stadtteil der Stadt Ypern in der Region Flandern in Belgien.
Die Kirche ist nach dem heiligen Vedastus benannt. 857 sollte zum ersten Mal eine Kapelle gebaut werden. Danach wurde die Kirche mehrmals zerstört und jedes Mal neu aufgebaut. 1301 wurde eine neue Kirche gebaut.
Im Jahr 1566 wurde der Ort der Anbetung zerstört. Während des Ersten Koalitionskrieges 1793 setzten die Franzosen die Kirche in Brand, weil sie ihre Frontlinie verloren hatten, die auch durch Ypern führte.
Zu Beginn des 20. Jahrhunderts wurde der Turm gründlich erneuert. Die Kirche erlitt während des Bombenangriffs im Ersten Weltkrieg und im Zweiten Weltkrieg Schäden. Bei den Renovierungsarbeiten wurde der ursprüngliche Turm der Vorkriegszeit so weit wie möglich berücksichtigt. Die heutige Hallenkirche wurde im neugotischen Stil erbaut.
Die Kirche steht seit 1938 unter Denkmalschutz.